# Xysticus japenus
Xysticus japenus är en spindelart som beskrevs av Roewer 1938. Xysticus japenus ingår i släktet Xysticus och familjen krabbspindlar. Inga underarter finns listade i Catalogue of Life.